# Earle Yaffa
Earle Yaffa, CPA, född 1938, är en amerikansk företagsledare som är disponent för den amerikanska multinationella advokatbyrån Skadden, Arps, Slate, Meagher & Flom LLP and Affiliates sedan 1980. Han var dessförinnan både delägare och auktoriserad revisor på Arthur Young & Company, som var en av föregångarna till dagens globala revisions- och konsultfirma EY, LLP.
Yaffa avlade en bachelor of science vid Tufts University och en master of science vid Massachusetts Institute of Technology (MIT).